# Arleen Thibault
Arleen Thibault, née à Québec en 1981, est une conteuse québécoise,,.

## Biographie
Arleen Thibault est née en 1981 à Québec,,. Fille et arrière-petite-fille de laitier, elle a fait ses débuts adolescente, avec la troupe de danse La Manicoutai et en théâtre à l’école à Charlesbourg,,,.
Elle détient un certificat en création littéraire, un baccalauréat en mise en scène et une maîtrise en théâtre de l'Université Laval, et s'est intéressée aux procédés et mécanismes de l’imagination et de la créativité,. Elle compte parmi ses influences les conteurs Michel Faubert, Fred Pellerin, Alexis Roy, les Contes Urbains du Théâtre La Bordée, Gaston Miron, Gilles Vigneault, et Patrice Desbiens,.
Elle est conteuse professionnelle depuis le début des années 2000,,. À travers un répertoire de contes traditionnels, contemporains, humoristiques, merveilleux et urbains, elle s'adresse à un public jeunesse et adulte,. Elle est également reconnue pour son utilisation de la podorythmie lors de ses prestations,,. Elle s'est produite au Québec, en Acadie, en France, en Belgique, au Brésil, au Liban, au Congo et en Côte d’Ivoire,,,.
En 2009 elle représente le Canada aux Jeux de la Francophonie à Beyrouth, et elle représente le Québec aux Fêtes de la Francophonie à Sao Paulo en 2015,,,.
Elle se mérite le Prix porteur de traditions du Conseil de la Culture de la Capitale nationale et Chaudière-Appalaches en 2011, et en 2016 pour son spectacle Le voeu, pour lequel elle a collaboré avec Fabien Cloutier, avec une mise en scène de Michel Faubert,. En 2015, elle remporte  les prix Coup de pouce du festival Vue sur la Relève ainsi que le prix « Littérature sur les routes » de la coalition de l’UNEQ et le RCQ,,.
Thibault donne également des ateliers et formations en milieu scolaire et auprès d’organismes,.
Elle figure dans l'ouvrage collectif Il faut tenter le diable! dirigé par Lucie Bisson et Renée Robitaille chez Planète rebelle paru en 2007. En 2017, elle publie Le vœu : conte urbain merveilleux chez le même éditeur.

## Œuvres

### Contes
- Le vœu : conte urbain merveilleux, Montréal, Planète rebelle, 2017, 103 p.  (ISBN 9782924174821)

### Ouvrages collectifs
- Il faut tenter le diable!, Lucie Bisson et Renée Robitaille, Montréal, Planète rebelle, 2007, 72 p.  (ISBN 978-2-922528-67-1)

## Prix et honneurs
- 2011 -  Prix porteur de traditions du Conseil de la Culture de la Capitale nationale et Chaudière-Appalaches[11]
- 2015 - Prix coup de pouce du festival Vue sur la Relève[2]
- 2015 - Prix « Littérature sur les routes » de la coalition de l’UNEQ et le RCQ[3]
- 2016 - Prix porteur de traditions du Conseil de la Culture de la Capitale nationale et Chaudière-Appalaches pour son spectacle Le voeu[13].